# Khandbara
Khandbara es una ciudad censal situada en el distrito de Nandurbar en el estado de Maharashtra (India). Su población es de 6511 habitantes (2011). Se encuentra a 24 km de Nandurbar.

## Demografía
Según el censo de 2011 la población de Khandbara era de 6511 habitantes, de los cuales 3289 eran hombres y 3222 eran mujeres. Khandbara tiene una tasa media de alfabetización del 79,80%, inferior a la media estatal del 82,34%: la alfabetización masculina es del 86,29%, y la alfabetización femenina del 73,16%.